# Diversidad sexual en Georgia
Las personas del colectivo LGBT+ en Georgia se enfrentan a ciertos desafíos legales y sociales no experimentados por otros residentes. Las relaciones sexuales consensuales entre personas del mismo sexo fueron despenalizadas en el año 2000. Sin embargo, la diversidad sexual aún es un tema tabú en la sociedad georgiana, la cual es mayormente conservadora y, a pesar de los avances en materia de protección legal contra la discriminación por motivos de orientación sexual e identidad de género en áreas como en el acceso al empleo, la educación, los servicios de salud, entre otros, las personas LGBT+ aún sufren discriminación, persecución y violencia.

## Legislación y derechos

### Despenalización de la homosexualidad
Tanto bajo el gobierno zarista como con el régimen soviético, la homosexualidad masculina estaba prohibida en Georgia. En 1933, el Artículo 121 se agregó al Código Penal, para toda la Unión Soviética, y prohibió expresamente la homosexualidad masculina, con hasta cinco años de trabajos forzados en prisión. El artículo también fue utilizado por las autoridades soviéticas contra los movimientos disidentes, y muchos activistas fueron arrestados por cargos falsos de sodomía.
Tras el colapso de la Unión Soviética en 1991,  Georgia emitió su propio Código Penal en el año 2000, el cual eliminó las antiguas disposiciones soviéticas que criminalizaban la homosexualidad. La edad de consentimiento sexual en Georgia es de 16 años, sin importar la orientación sexual.

### Reconocimiento de las parejas del mismo sexo
No existe ningún tipo de reconocimiento hacia las parejas formadas por personas del mismo sexo en forma de matrimonio o de unión civil en Georgia, por ende, el estado georgiano tampoco reconoce a la familia homoparental. En Georgia está prohibido constitucionalmente el matrimonio entre personas del mismo sexo desde 2018, y es improbable que se modifique la constitución en los próximos años para que así se pueda aprobar un proyecto de ley el cual pueda permitir que las parejas del mismo sexo tengan el mismo derecho que las parejas heterosexuales a acceder a las uniones civiles o al matrimonio.

### Leyes y medidas antidiscriminación

#### Protección laboral
Desde el año 2014, el estado de Georgia cuenta con medidas legales las cuales prohíben la discriminación por motivos de orientación sexual e identidad y expresión de género en el ámbito laboral.
Ley de Eliminación de Todas las Formas de Discriminación: Los artículos 1 y 2(1) de la Ley de Eliminación de Todas las Formas de Discriminación, aprobada en el 2014, prohíben la discriminación por motivos de orientación sexual e identidad y expresión de género en términos generales y, por lo tanto, se aplica al empleo.
Los artículos 1 y 2(1) de la Ley de eliminación de todas las formas de discriminación expresan lo siguiente:

Artículo 1.- Objeto de la Ley

Esta Ley tiene por objeto eliminar toda forma de discriminación y garantizar la igualdad de derechos de todas las personas físicas y jurídicas en virtud de la legislación de Georgia, independientemente de su raza, color de piel, idioma, sexo, edad, ciudadanía, origen, lugar de nacimiento o residencia, propiedad o condición social, religión o creencias, origen nacional, étnico o social, profesión, estado civil, salud, discapacidad, orientación sexual, identidad y expresión de género, opiniones políticas o de otro tipo, u otras características.
Artículo 2.- Concepto y prohibición de discriminación

1. Todas las formas de discriminación estarán prohibidas en Georgia.

#### Protección amplia
Desde el año 2014, el estado de Georgia cuenta con medidas legales las cuales prohíben la discriminación por motivos de orientación sexual e identidad y expresión de género de forma amplia (acceso a la educación, los servicios de salud, etc).
Ley de Eliminación de Todas las Formas de Discriminación: Los artículos 1 y 2(1) de la Ley de Eliminación de Todas las Formas de Discriminación, aprobada en el 2014, prohíben la discriminación por motivos de orientación sexual e identidad y expresión de género. De acuerdo con el artículo 3, el ámbito de esta protección abarca todos los campos de acción públicos y privados, por lo tanto, se aplican en el acceso a bienes y servicios.
Los artículos 1, 2(1) y 3 de la Ley de eliminación de todas las formas de discriminación expresan lo siguiente:

Artículo 1 - Objeto de la Ley

Esta Ley tiene por objeto eliminar toda forma de discriminación y garantizar la igualdad de derechos de todas las personas físicas y jurídicas en virtud de la legislación de Georgia, independientemente de su raza, color de piel, idioma, sexo, edad, ciudadanía, origen, lugar de nacimiento o residencia, propiedad o condición social, religión o creencias, origen nacional, étnico o social, profesión, estado civil, salud, discapacidad, orientación sexual, identidad y expresión de género, opiniones políticas o de otro tipo, u otras características.
Artículo 2 - Concepto y prohibición de discriminación
1. Todas las formas de discriminación estarán prohibidas en Georgia.  
Artículo 3 - Ámbito de regulación de la Ley

Los requisitos establecidos en esta Ley se aplicarán a las actuaciones de las instituciones y organismos públicos y a las actuaciones de las personas naturales y jurídicas en todos los ámbitos, sólo si las actuaciones no están reguladas por otros actos jurídicos, que se ajusten a las disposiciones del artículo 2(2)(3).

#### Donación de sangre
En julio de 2017, el Tribunal Constitucional de Georgia levantó la prohibición de que los hombres gays y bisexuales donaran sangre, dictaminando que era inconstitucional. En su fallo, la corte señaló que las tecnologías modernas permiten la detección del VIH en las donaciones, lo que hace innecesaria la prohibición.

### Leyes sobre crímenes de odio e incitación al odio
Crímenes de odio
El párrafo 3(1) del artículo 53 del Código Penal, el cual fue modificado en el 2012, dispone que la comisión de un delito por motivos de orientación sexual o identidad de género constituyen una circunstancia agravante para todos los delitos previstos en el Código.
El párrafo 3(1) del artículo 53 del Código Penal expresa lo siguiente:

Artículo 53 

3(1) - La comisión de un delito por motivos de raza, color, idioma, sexo, orientación sexual, identidad de género, edad, religión, creencias políticas o de otro tipo, discapacidad, ciudadanía, origen nacional, étnico o social, estado o rango material, lugar de residencia u otros motivos discriminatorios constituirán una circunstancia agravante para todos los delitos previstos en este Código.
Código penal de Georgia

Incitación al odio
A pesar de que existe una ley que agrava la sentencia de los crímenes motivados por el odio hacia la orientación sexual y la identidad de género, no existe una ley la cual criminalice la incitación al odio por motivos de orientación sexual e identidad y expresión de género.

## Identidad y expresión de género
Desde 2008, los transexuales y transgénero pueden cambiar de nombre bajo el amparo del artículo 78(g) de la Ley sobre Actos del Estado Civil:

Es posible cambiar el nombre por razones como: (g) el cambio de sexo-si una persona quiere un cambio de nombre de sexo y/o apellido

El cambio de marcador de género es posible, pero bajo requisitos poco claros. La discriminación basada en la identidad de género es ilegal.

## Condiciones sociales

### Opinión pública
Se estima que el 91.5% de los georgianos piensan que la homosexualidad nunca es aceptable, según una encuesta realizada en 2009 por los Centros de Recursos de Investigación del Cáucaso.
Salvo algunas áreas de cruceros con sombra y un par de bares gay friendly en Tbilisi, la actitud negativa hace que la comunidad gay de Georgia opere en línea, en un reino de avatares secretos y citas a ciegas, todo diseñado para proteger a los gay georgianos del desprecio de la familia , amigos y el público en general, comentó Tamta Melashvili, directora interina de la Asociación de Investigación de Diversidad y Activismo Comunitario. El grupo de Melashvili es la única organización georgiana sin fines de lucro que se ocupa directamente de las minorías sexuales.
Un periodista es golpeado hasta la muerte por activistas de extrema derecha en julio de 2021, al margen de las protestas contra una marcha LGBT.

## Tabla resumen
| Actividad sexual entre personas del mismo sexo legal                                                                 | (Desde 2000)                            |
| Igualdad de edad de consentimiento (16)                                                                              | (Desde 2000)                            |
| Libertad de expresión                                                                                                | (Desde 2024)                            |
| Leyes contra la discriminación en el empleo                                                                          | (Desde 2006)                            |
| Leyes antidiscriminatorias en la prestación de bienes y servicios                                                    | (Desde 2014)                            |
| Leyes contra la discriminación en todas las demás áreas (incluida la discriminación indirecta y el discurso de odio) | (Desde 2014)                            |
| Se prohíbe la discriminación basada en la identidad de género                                                        | (Desde 2014)                            |
| Las leyes sobre delitos de odio incluyen la orientación sexual y la identidad de género                              | (Desde 2012)                            |
| Matrimonio igualitario reconocido                                                                                    | (Prohibición constitucional desde 2018) |
| Reconocimiento de parejas del mismo sexo                                                                             | No                                      |
| Adopción de hijastros por parejas del mismo sexo                                                                     | No                                      |
| Adopción conjunta por parejas del mismo sexo                                                                         | No                                      |
| Las personas LGBT+ pueden servir abiertamente en el ejército                                                         | Unknown                                 |
| Derecho a cambiar de género legal                                                                                    | (Desde 2024)                            |
| Acceso a la FIV para lesbianas                                                                                       | No                                      |
| Prohibida la terapia de conversión a menores                                                                         | No                                      |
| Gestación subrogada comercial para parejas gays                                                                      | (Desde 2024)                            |
| Personas HSH pueden donar sangre                                                                                     | (Desde 2017)                            |